# Justin Bethel
Justin Andrew Bethel (Sumter, 17 giugno 1990) è un giocatore di football americano statunitense che milita nel ruolo di cornerback per i New England Patriots della National Football League (NFL). Al college ha giocato a football a Presbyterian.

## Carriera professionistica

### Arizona Cardinals

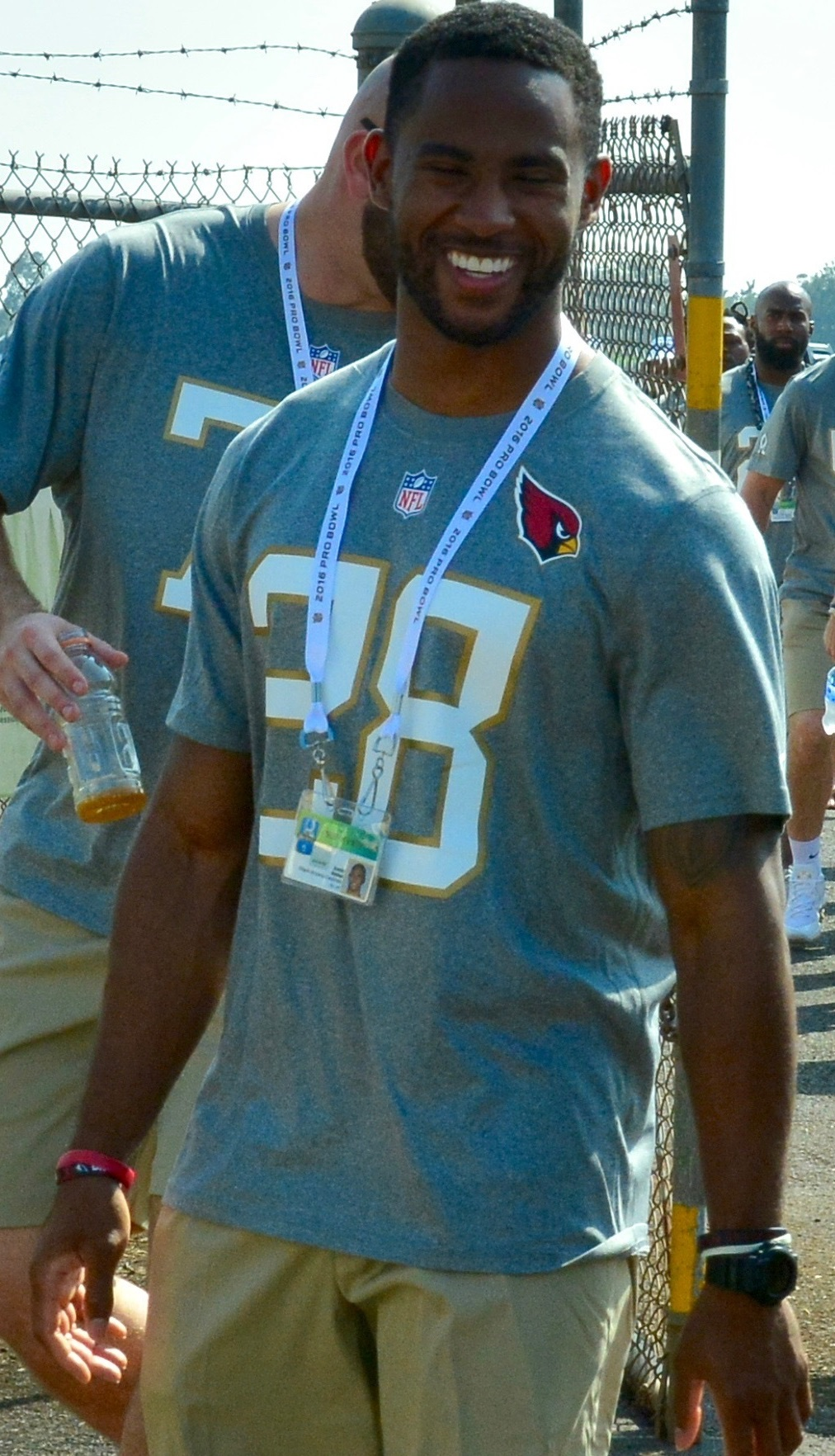
Bethel prima del Pro Bowl 2016

Il 28 aprile 2012, Bethel fu scelto nel corso del sesto giro (177º assoluto) del Draft 2012 dagli Arizona Cardinals. Fu il primo giocatore ad essere scelto da Presbyterian dal 1969. Nella settimana 16 contro i Chicago Bears, Bethel recuperò un pallone dopo un field goal bloccato di Olindo Mare e lo ritornò per 82 yard in touchdown, anche se Chicago vinse 28-13. La sua stagione da rookie si concluse con 16 presenze e 13 tackle.
Il 27 dicembre 2013 fu premiato con la prima convocazione al Pro Bowl in carriera come membro degli special team, ruolo in cui la Pro Football Writers Association lo inserì nel First-team All-Pro.
Nella settimana 9 della stagione 2014, Bethel bloccò il suo terzo field goal in carriera, venendo premiato come miglior giocatore degli special team della NFC della settimana. A dicembre fu premiato come miglior giocatore degli special team della NFC del mese e fu convocato come special teamer per il secondo Pro Bowl in carriera.
Nel terzo turno della stagione 2015, Bethel fece registrare il primo intercetto in carriera ai danni di Colin Kaepernick dei 49ers, ritornando il pallone in touchdown. Quell'anno disputò le prime cinque partite in carriera come titolare nel ruolo di cornerback, concludendo con due intercetti, il secondo dei quali su Aaron Rodgers nel penultimo turno. A fine stagione fu convocato per il suo terzo Pro Bowl come special teamer.

### Atlanta Falcons
Nel 2018 Bethel firmò con gli Atlanta Falcons.

### Baltimore Ravens
Nel 2019 Bethel firmò con i Baltimore Ravens.

### New England Patriots
Il 22 ottobre 2019, Bethel firmò un contratto biennale con i New England Patriots. Debuttò nella settimana 9 contro i Baltimore Ravens recuperando un pallone su un ritorno di punt di Cyrus Jones nella sconfitta per 37–20. Nella settimana 15 contro i Cincinnati Bengals recuperò un altro pallone su un ritorno di punt di Alex Erickson nella vittoria per 34–13.
Il 16 marzo 2021 Bethel firmò un nuovo contratto con i Patriots per tre anni e un valore di 6 milioni di dollari.

## Palmarès
- Convocazioni al Pro Bowl: 3

2013, 2014, 2015
- First-team All-Pro: 1

2013
- Giocatore degli special team della NFC del mese: 1

dicembre 2014